# Jewhenija Mirosznyczenko
Jewhenija Semeniwna Mirosznyczenko (Євгенія Семенівна Мірошниченко, ur. 22 czerwca 1931 we wsi Radianśke, rejon wołczański, zm. 27 kwietnia 2009 w Kijowie) – radziecka i ukraińska śpiewaczka operowa, pedagog, Ludowy Artysta ZSRR (1959), laureat Państwowej Nagrody im. Tarasa Szewczenki (1972) i Bohater Ukrainy (2006). 
W 1980-2009 – wykładowca konserwatorium kijowskiego, w 1957-97 – solistka Opery Kijowskiej.

## Literatura
- Гнидь Б. П. Виконавські школи України. — К.: НМАУ, 2002.